# Jon Hoadley
Jon Hoadley (sinh ngày 14 tháng 8 năm 1983) là một chính khách Dân chủ đến từ Michigan, người đại diện cho Quận 60, bao gồm toàn bộ Thành phố Kalamazoo và phần lớn của Kalamazoo, thị trấn tại Hạ viện Michigan sau khi được bầu vào tháng 11 năm 2014. Hoadley được bầu lại vào tháng 11 năm 2016. Vào ngày 8 tháng 4 năm 2019, Hoadley tuyên bố rằng ông sẽ thách thức Đại diện Cộng hòa đương nhiệm Fred Upton trong cuộc bầu cử năm 2020 cho Đại diện Hoa Kỳ từ quốc hội Michigan quận 6.

## Đời tư
Hoadley sinh ngày 14 tháng 8 năm 1983 với Michael và Diane Hoadley và có một chị gái, Sara Hoadley Anderson. Ông lớn lên ở Vermillion, Nam Dakota. Sau trung học, ông chuyển đến Michigan và tốt nghiệp Đại học Michigan State.
Hoadley duy trì một số liên kết chuyên nghiệp và cá nhân. Hiện tại, Hoadley phục vụ trong ban giám đốc Mothers of Hope, một tổ chức địa phương hỗ trợ phụ nữ và gia đình họ phục hồi các vấn đề liên quan đến nghiện. Ông cũng phục vụ trong hội đồng của đảng Công lý Đảng Dân chủ Michigan Caucus và Ban điều hành Đảng Dân chủ của Hạt Kalamazoo. Trước đây ông từng phục vụ trong ban giám đốc của CARES, một tổ chức dịch vụ trực tiếp về HIV/AIDS tại địa phương. Ông cũng phục vụ trong Ủy ban điều hành của Đảng Dân chủ Michigan và trong hội đồng quản trị của đảng nhà nước Công lý Caucus.
Hoadley hiện là thành viên của các tổ chức thành viên sau đây: ACLU của Michigan, UAW Local 1981, Câu lạc bộ Sierra của Michigan, Caucus tiến bộ, Hiệp hội cử tri phụ nữ khu vực Kalamazoo, Chi nhánh văn hóa đen của NAACP và Trung tâm văn hóa và nghệ thuật đen.
Hoadley là một người đàn ông đồng tính công khai và sống ở Kalamazoo, nơi anh đã sống từ năm 2009, cùng với người bạn đời của mình, Kris.